# Lymantria detersa
Lymantria detersa is een vlinder uit de familie van de spinneruilen (Erebidae), onderfamilie donsvlinders (Lymantriinae). De wetenschappelijke naam van de soort is voor het eerst geldig gepubliceerd in 1865 door Walker.
Het mannetje heeft een voorvleugellengte van 17 millimeter, het vrouwtje heeft sterk gereduceerde vleugels en kan niet vliegen.
Als waardplanten zijn Acacia nilotica en Casuarina equisetifolia bekend.
De soort komt voor in het zuiden van India.